# Bobby Chacon
Bobby Chacon (ur. 28 listopada 1951 w Los Angeles, zm. 7 września 2016 w Lake Elsinore) – amerykański bokser, zawodowy mistrz świata kategorii piórkowej i junior lekkiej.
Rozpoczął karierę boksera zawodowego w 1972. Wygrał pierwsze 19 walk, w tym tylko dwie na punkty, a pozostałe przez nokaut lub techniczny nokaut. W ostatniej z nich pokonał byłego mistrza świata wagi koguciej Chucho Castillo przez TKO w 10. rundzie 28 kwietnia 1973 w Inglewood.
W kolejnej walce 23 czerwca 1973 w Inglewood zmierzył się z innym byłym mistrzem świata wagi koguciej Rubénem Olivaresem. Stawką był tytuł mistrza NABF (North American Boxing Federation) w wadze piórkowej. Olivares wygrał przez poddanie w 9. rundzie. Chacon pokonał następnie m.in. przyszłego mistrza świata, niepokonanego dotąd Danny’ego „Little Red” Lopeza 24 maja 1974 w Los Angeles przez TKO w 9. rundzie.
W kolejnej walce zmierzył się 7 września 1974 w Los Angeles o wakujący tytuł mistrza świata federacji WBC w wadze piórkowej z Alfredo Marcano z Wenezueli, byłym mistrzem w kategorii junior lekkiej. Chacon wygrał przez techniczny nokaut w 9. rundzie i został nowym mistrzem świata. Obronił ten tytuł 1 marca 1975 w Los Angeles po wygranej przez nokaut w 2. rundzie z Jesúsem Estradą, ale 20 czerwca tego roku w Inglewood przegrał ponownie z Olivaresem przez TKO w 2. rundzie i stracił pas mistrzowski. W tym samym roku 7 grudnia w Mexicali przegrał na punkty z Rafaelem „Bazooka” Limónem w pierwszej z ich czterech walk. Później wygrał kolejno 9 walk i zmierzył się po raz trzeci z Olivaresem, którego tym razem pokonał na punkty w Inglewood 20 sierpnia 1977. Niespodziewanie przegrał na punkty kolejną walkę z Arturo Leonem 15 listopada tego roku w Anaheim. Wygrał kolejne cztery walki i ponownie zmierzył się z Limónem 9 kwietnia 1979 w Los Angeles o tytuł mistrza NABF wagi junior lekkiej (zwanej również super piórkową). Walka zakończyła się w 7. rundzie po kontuzji Limóna, który nie był w stanie kontynuować pojedynku po przypadkowym uderzeniu głową przez Chacona. Ogłoszono techniczny remis.
11 listopada 1979 w Inglewood Chacon usiłował zdobył tytuł mistrza świata WBC wagi junior lekkiej, ale przegrał z obrońcą tytułu Alexisem Argüello przez TKO w 7. rundzie. Następnie wygrał na punkty z Limónem w Inglewood 21 marca 1980 i po wygraniu dwóch następnych pojedynków ponownie spróbował zdobyć pas mistrza świata WBC wagi junior lekkiej, a przegrał z broniącym tytułu Corneliusem Bozą Edwardsem przez poddanie w 13. rundzie 30 maja 1981 w Las Vegas. W 1982 Chacon wygrał dwie walki, lecz w przeddzień trzeciej z Salvadorem Ugalde dotknęła go tragedia. Żona Chacona Valorie popełniła samobójstwo, nie mogąc znieść walk męża. Chacon znokautował rywala w 3. rundzie i zadedykował zwycięstwo zmarłej żonie. Następnie wygrał dwie walki, w tym rewanż z Arturo Leonem, i zmierzył się po raz czwarty z Rafaelem „Bazooka” Limónem. Stawką był tytuł mistrza świata WBC w wadze junior lekkiej. Pojedynek odbył się 11 grudnia 1982 w Sacramento. Chacon wygrał po 15 rundach na punkty, a spotkanie zostało uznane za walkę roku przez czasopismo The Ring.
15 maja 1983 w Caesars Palace w Las Vegas Chacon obronił tytuł wygrywając na punkty z Corneliusem Bozą Edwardsem. Również ten pojedynek został uznany przez The Ring za walkę roku. W tym samym roku Chacon został pozbawiony tytułu mistrza świata za odmowę walki z Héctorem Camacho. 14 stycznia 1984 w Reno spróbował zdobyć pas mistrza świata federacji WBA w wadze lekkiej, ale przegrał przez techniczny nokaut w 3. rundzie z obrońcą tytułu Rayem Mancinim. Potem stoczył jeszcze kilka zwycięskich walk i zakończył karierę w 1988.
W 1991 jego syn, Bobby Chacon, Jr., został zastrzelony na ulicy w wieku 17 lat. Chacon utracił niemal cały majątek i cierpiał na encefalopatię bokserską.
Bobby Chacon został wybrany w 2005 do Międzynarodowej Bokserskiej Galerii Sławy.